# Saison 1 de Franky
 (avril 2018).
Si vous disposez d'ouvrages ou d'articles de référence ou si vous connaissez des sites web de qualité traitant du thème abordé ici, merci de compléter l'article en donnant les références utiles à sa vérifiabilité et en les liant à la section « Notes et références ».
Chronologie
Saison 2a
La première saison de Franky a été diffusée du 28 septembre 2015 au 18 décembre 2015 sur Nickelodeon Amérique latine.
En France le 1er épisode est diffusé sur Gulli le 29 octobre 2016 puis officiellement le 7 novembre de la même année. Elle se termine le 17 février 2017.

## Distribution

### Acteurs principaux
- María Gabriela de Faría : Franky Andrade / Prototype FR4NK13
- Martin Barba : Christian Montero
- Eduardo Pérez :  Roby Mejía / Prototype R0B1
- Danielle Arciniegas  : Tamara Franco
- Lugo Duarte : Iván Villamil
- Kristal  : Loli Rivas
- Alejandra Chamorro : Delphine Montero
- Emmanuel Restrepo  : Mariano Puentes
- María José Pescador : Clara Andrade
- Brandon Figueredo : Benjamín Franco

### Acteurs récurrents
- Paula Barreto : Sofía Andrade
- Jorge López  : Wilson Andrade
- George Slebi : Paul Mejía
- Jimena Durán  : Marguerite Montero de Mejía
- José Manuel Ospina : Raymond Puentes
- Sebastián Vega : Andy
- Luz Stella Luengas : Agathe Lecomte
- Alina Lozano  : Elizabeth Manotas
- Yuly Pedraza : professeur de Franky
- Martha Hernández  : professeur de Clara et Benjamín
- Quique San Martín : Carlos « Charlie » Triana
- Nidia Eugenia Penagos :  Emilia Andrade
- María Ramírez : Caroline Aguilar / « Caro A »
- Karen Cano : Wendy
- Duvier Tovar : Pollo
- Lina Bolaño : Lina

### Invités
- Viviana Santos : Douze / Prototype D0C3
- Mariana Garsón : Bárbara
- Tahimi Alvariño : Antonia Montero
- Juan Pablo Obregón : Benito Franco
- Nelson Camayo : Dr Suricate
- Ana María Kamper : Brigitte Barrios de Mejía
- Jenny Vargas : Lola Rivas
- Margarita Amado : Béatrice Villamil
- Vida Torres : Ariadna
- Fernando Lara : Médecin

## Épisodes

### Épisode 1:La Naissance de Franky
- Colombie : 28 septembre 2015 sur Nickelodeon (Amérique latine)
- France : 29 octobre 2016 sur Gulli

- France : 333 000 soit 1,7 % de PDM[1]

### Épisode 2:On a piraté Franky
- Colombie : 29 septembre 2015 sur Nickelodeon (Amérique latine)
- France : 29 octobre 2016 sur Gulli

- France : 430 000 soit 2,2 % de PDM[2]

### Épisode 3:Où est Franky?
- Colombie : 30 septembre 2015 sur Nickelodeon (Amérique latine)
- France : 8 novembre 2016 sur Gulli

- France : 370 000 soit 1,8 % de PDA[3]

### Épisode 4:Des invités chez Franky
- Colombie : 1er octobre 2015 sur Nickelodeon (Amérique latine)
- France : 9 novembre 2016 sur Gulli

### Épisode 5:Franky contre Christian
- Colombie : 2 octobre 2015 sur Nickelodeon (Amérique latine)
- France : 10 novembre 2016 sur Gulli

### Épisode 6:Franky n’a plus de batterie
- Colombie : 5 octobre 2015 sur Nickelodeon (Amérique latine)
- France : 14 novembre 2016 sur Gulli

### Épisode 7:Le Secret de Franky
- Colombie : 6 octobre 2015 sur Nickelodeon (Amérique latine)
- France : 15 novembre 2016 sur Gulli

### Épisode 8:Franky est désaccordée
- Colombie : 7 octobre 2015 sur Nickelodeon (Amérique latine)
- France : 16 novembre 2016 sur Gulli

### Épisode 9:Franky, l’extraterrestre
- Colombie : 8 octobre 2015 sur Nickelodeon (Amérique latine)
- France : 17 novembre 2016 sur Gulli

### Épisode 10:Révélations
- Colombie : 9 octobre 2015 sur Nickelodeon (Amérique latine)
- France : 21 novembre 2016 sur Gulli

### Épisode 11:La Mamie de Franky: Zéros en technologie
- Colombie : 12 octobre 2015 sur Nickelodeon (Amérique latine)
- France : 22 novembre 2016 sur Gulli

### Épisode 12:Franky et Roby changent de corps
- Colombie : 13 octobre 2015 sur Nickelodeon (Amérique latine)
- France : 23 novembre 2016 sur Gulli

### Épisode 13:Célébrité
- Colombie : 14 octobre 2015 sur Nickelodeon (Amérique latine)
- France : 24 novembre 2016 sur Gulli

### Épisode 14:Franky et Roby, l’amour en série
- Colombie : 15 octobre 2015 sur Nickelodeon (Amérique latine)
- France : 28 novembre 2016 sur Gulli

### Épisode 15:Les amours de Franky
- Colombie : 16 octobre 2015 sur Nickelodeon (Amérique latine)
- France : 29 novembre 2016 sur Gulli

### Épisode 16:Franky sauve le Cyber
- Colombie : 19 octobre 2015 sur Nickelodeon (Amérique latine)
- France : 30 novembre 2016 sur Gulli

### Épisode 17:Ne m’oublie pas, Franky
- Colombie : 20 octobre 2015 sur Nickelodeon (Amérique latine)
- France : 1er décembre 2016 sur Gulli

### Épisode 18:Androïde à la casse
- Colombie : 21 octobre 2015 sur Nickelodeon (Amérique latine)
- France : 5 décembre 2016 sur Gulli

### Épisode 19:L’adoption de Franky et Roby
- Colombie : 22 octobre 2015 sur Nickelodeon (Amérique latine)
- France : 6 décembre 2016 sur Gulli

### Épisode 20:Franky 2 et Roby 2
- Colombie : 23 octobre 2015 sur Nickelodeon (Amérique latine)
- France : 7 décembre 2016 sur Gulli

### Épisode 21:Franky et Roby, la guerre des clones
- Colombie : 26 octobre 2015 sur Nickelodeon (Amérique latine)
- France : 8 décembre 2016 sur Gulli

### Épisode 22:Franky, la plus gentille des gentilles
- Colombie : 27 octobre 2015 sur Nickelodeon (Amérique latine)
- France : 12 décembre 2016 sur Gulli

### Épisode 23:Franky en mode comédie musicale
- Colombie : 28 octobre 2015 sur Nickelodeon (Amérique latine)
- France : 13 décembre 2016 sur Gulli

### Épisode 24:Franky découvre la tristesse
- Colombie : 29 octobre 2015 sur Nickelodeon (Amérique latine)
- France : 14 décembre 2016 sur Gulli

### Épisode 25:Les larmes de Franky
- Colombie : 30 octobre 2015 sur Nickelodeon (Amérique latine)
- France : 15 décembre 2016 sur Gulli

### Épisode 26:Tamara aux oubliettes
- Colombie : 2 novembre 2015 sur Nickelodeon (Amérique latine)
- France : 2 janvier 2017 sur Gulli

### Épisode 27:La première fête de Franky
- Colombie : 3 novembre 2015 sur Nickelodeon (Amérique latine)
- France : 3 janvier 2017 sur Gulli

### Épisode 28:Franky, jalouse?
- Colombie : 4 novembre 2015 sur Nickelodeon (Amérique latine)
- France : 4 janvier 2017 sur Gulli

### Épisode 29:Franky n’a pas de passé
- Colombie : 5 novembre 2015 sur Nickelodeon (Amérique latine)
- France : 5 janvier 2017 sur Gulli

### Épisode 30:Franky rêve
- Colombie : 6 novembre 2015 sur Nickelodeon (Amérique latine)
- France : 6 janvier 2017 sur Gulli

### Épisode 31:Le cœur de Franky
- Colombie : 9 novembre 2015 sur Nickelodeon (Amérique latine)
- France : 9 janvier 2017 sur Gulli

### Épisode 32:Franky vs Roby
- Colombie : 10 novembre 2015 sur Nickelodeon (Amérique latine)
- France : 10 janvier 2017 sur Gulli

### Épisode 33:Franky déménage à San Diego
- Colombie : 11 novembre 2015 sur Nickelodeon (Amérique latine)
- France : 11 janvier 2017 sur Gulli

### Épisode 34:Les bases de programmation
- Colombie : 12 novembre 2015 sur Nickelodeon (Amérique latine)
- France : 12 janvier 2017 sur Gulli

### Épisode 35:Franky, une fille normale
- Colombie : 13 novembre 2015 sur Nickelodeon (Amérique latine)
- France : 13 janvier 2017 sur Gulli

### Épisode 36:Franky, une belle-fille idéale
- Colombie : 16 novembre 2015 sur Nickelodeon (Amérique latine)
- France : 16 janvier 2017 sur Gulli

### Épisode 37:Bras dessus, bras dessous
- Colombie : 17 novembre 2015 sur Nickelodeon (Amérique latine)
- France : 17 janvier 2017 sur Gulli

### Épisode 38:Franky à la piscine
- Colombie : 18 novembre 2015 sur Nickelodeon (Amérique latine)
- France : 18 janvier 2017 sur Gulli

### Épisode 39:Franky et son ami secret
- Colombie : 19 novembre 2015 sur Nickelodeon (Amérique latine)
- France : 19 janvier 2017 sur Gulli

### Épisode 40:Franky accro à internet
- Colombie : 20 novembre 2015 sur Nickelodeon (Amérique latine)
- France : 20 janvier 2017 sur Gulli

### Épisode 41:Entre les mains de Clara
- Colombie : 23 novembre 2015 sur Nickelodeon (Amérique latine)
- France : 23 janvier 2017 sur Gulli

### Épisode 42:Le blog de Franky
- Colombie : 24 novembre 2015 sur Nickelodeon (Amérique latine)
- France : 24 janvier 2017 sur Gulli

### Épisode 43:Franky fait son cinéma
- Colombie : 25 novembre 2015 sur Nickelodeon (Amérique latine)
- France : 25 janvier 2017 sur Gulli

### Épisode 44:La chienne de Franky
- Colombie : 26 novembre 2015 sur Nickelodeon (Amérique latine)
- France : 26 janvier 2017 sur Gulli

### Épisode 45:Franky à la recherche du bonheur
- Colombie : 27 novembre 2015 sur Nickelodeon (Amérique latine)
- France : 27 janvier 2017 sur Gulli

### Épisode 46:Franky veut sauver la planète
- Colombie : 30 novembre 2015 sur Nickelodeon (Amérique latine)
- France : 30 janvier 2017 sur Gulli

### Épisode 47:Franky a une amie qui lui veut du mal
- Colombie : 1er décembre 2015 sur Nickelodeon (Amérique latine)
- France : 31 janvier 2017 sur Gulli

### Épisode 48:Une promenade mouvementée
- Colombie : 2 décembre 2015 sur Nickelodeon (Amérique latine)
- France : 1er février 2017 sur Gulli

### Épisode 49:La loterie
- Colombie : 3 décembre 2015 sur Nickelodeon (Amérique latine)
- France : 2 février 2017 sur Gulli

### Épisode 50:Franky sauve le lycée
- Colombie : 4 décembre 2015 sur Nickelodeon (Amérique latine)
- France : 3 février 2017 sur Gulli

### Épisode 51:Franky et Roby sont déconnectés
- Colombie : 7 décembre 2015 sur Nickelodeon (Amérique latine)
- France : 6 février 2017 sur Gulli

### Épisode 52:La bonne action de Franky
- Colombie : 8 décembre 2015 sur Nickelodeon (Amérique latine)
- France : 7 février 2017 sur Gulli

### Épisode 53:Franky et la finale de l’appli-thon
- Colombie : 9 décembre 2015 sur Nickelodeon (Amérique latine)
- France : 8 février 2017 sur Gulli

### Épisode 54:Franky et Roby sont télépathes
- Colombie : 10 décembre 2015 sur Nickelodeon (Amérique latine)
- France : 9 février 2017 sur Gulli

### Épisode 55:Une fille dangereuse?
- Colombie : 14 décembre 2015 sur Nickelodeon (Amérique latine)
- France : 13 février 2017 sur Gulli

### Épisode 56:Franky et la grand-mère de Christian
- Colombie : 15 décembre 2015 sur Nickelodeon (Amérique latine)
- France : 14 février 2017 sur Gulli

### Épisode 57:Franky, une fille responsable
- Colombie : 15 décembre 2015 sur Nickelodeon (Amérique latine)
- France : 14 février 2017 sur Gulli

### Épisode 58:Le Concours d’Androïde (Partie 1)
- Colombie : 16 décembre 2015 sur Nickelodeon (Amérique latine)
- France : 15 février 2017 sur Gulli

### Épisode 59:Le Concours d’Androïde (Partie 2)
- Colombie : 17 décembre 2015 sur Nickelodeon (Amérique latine)
- France : 16 février 2017 sur Gulli

### Épisode 60:Franky: Le grand final
- Colombie : 18 décembre 2015 sur Nickelodeon (Amérique latine)
- France : 17 février 2017 sur Gulli